# Nicola III di Meclemburgo
Nicola III di Meclemburgo (1230 – 8 giugno 1289 o 1290) è stato principe del Meclemburgo dal 1275 al 1289 insieme al fratello Giovanni II.

## Biografia

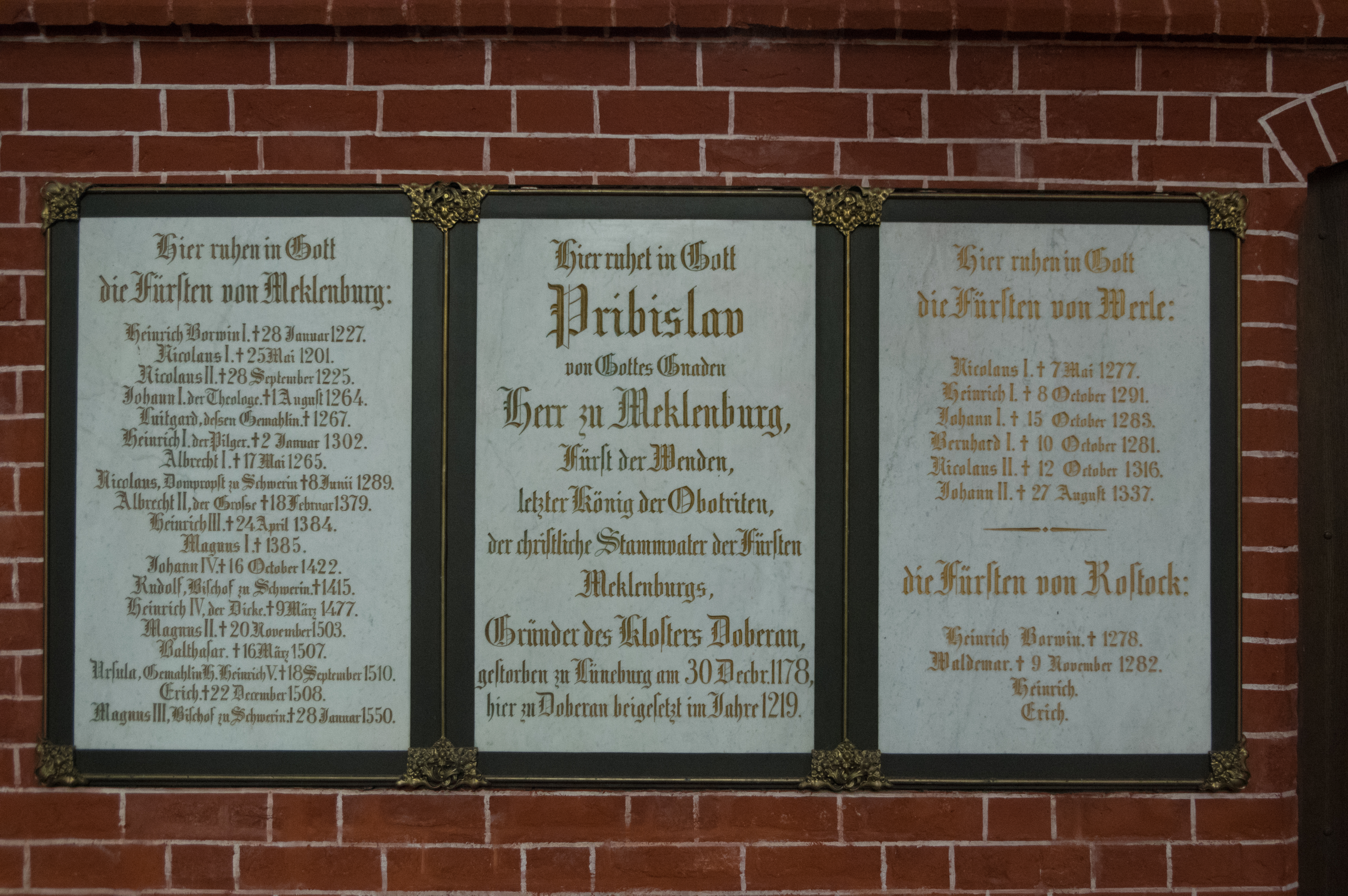
Memoriale con i nomi dei nobili di Meclemburgo sepolti nella cappella di Pribislavo a Doberan

Nicola III di Meclemburgo era un figlio minore di Giovanni I di Meclemburgo e Luitgarda di Henneberg. Il 9 luglio 1246 venne nominato canonico di Schwerin di cui il 5 gennaio 1266 divenne preposto. Il 9 gennaio 1266 fu nominato canonico della cattedrale di Lubecca.
Nel 1275, quando il fratello maggiore Enrico I fu fatto prigioniero dai Saraceni durante un pellegrinaggio in Terra Santa, lui ed il fratello Giovanni II subentrarono nel governo del Meclemburgo.
Nel 1283 Giovanni II ricevette in appannaggio la proprietà di Gadebusch e quindi Nicola governò sostanzialmente da solo il Meclemburgo fino al 1289, quando gli subentrò il nipote Enrico II (figlio di Enrico I) che aveva raggiunto la maggiore età.
Nicola III di Meclemburgo morì l'8 giugno 1289 (o 1290) e venne sepolto nel duomo di Doberan.

## Ascendenza
|                                 |   |                      | Genitori                   |  |  | Nonni |  |  | Bisnonni                       |  |  | Trisnonni                 |  |
|                                 |   |                      |                            |  |  |       |  |  | Enrico Borwin I di Meclemburgo |  |  | Pribislavo di Meclemburgo |  |
|                                 |   |                      |                            |  |  |       |  |  | Enrico Borwin I di Meclemburgo |  |  | Pribislavo di Meclemburgo |  |
|                                 |   | …                    |                            |  |  |       |  |  | Enrico Borwin I di Meclemburgo |  |  |                           |  |
| Enrico Borwin II di Meclemburgo |   |                      |                            |  |  |       |  |  | Enrico Borwin I di Meclemburgo |  |  |                           |  |
|                                 |   | …                    | …                          |  |  |       |  |  |                                |  |  |                           |  |
|                                 |   | …                    | …                          |  |  |       |  |  |                                |  |  |                           |  |
|                                 |   | …                    | …                          |  |  |       |  |  |                                |  |  |                           |  |
| Giovanni I di Meclemburgo       |   | …                    |                            |  |  |       |  |  |                                |  |  |                           |  |
|                                 |   | Sverker II di Svezia | Carlo VII di Svezia        |  |  |       |  |  |                                |  |  |                           |  |
|                                 |   | Sverker II di Svezia | Carlo VII di Svezia        |  |  |       |  |  |                                |  |  |                           |  |
|                                 |   | Sverker II di Svezia | Kristina Stigsdotter Hvide |  |  |       |  |  |                                |  |  |                           |  |
| Kristina di Svezia              |   | Sverker II di Svezia |                            |  |  |       |  |  |                                |  |  |                           |  |
|                                 |   | …                    | …                          |  |  |       |  |  |                                |  |  |                           |  |
|                                 |   | …                    | …                          |  |  |       |  |  |                                |  |  |                           |  |
|                                 |   | …                    | …                          |  |  |       |  |  |                                |  |  |                           |  |
| Nicola III di Meclemburgo       |   | …                    |                            |  |  |       |  |  |                                |  |  |                           |  |
|                                 | … | …                    |                            |  |  |       |  |  |                                |  |  |                           |  |
|                                 | … | …                    |                            |  |  |       |  |  |                                |  |  |                           |  |
|                                 | … | …                    |                            |  |  |       |  |  |                                |  |  |                           |  |
| Poppo VII di Henneberg          | … |                      |                            |  |  |       |  |  |                                |  |  |                           |  |
|                                 |   | …                    | …                          |  |  |       |  |  |                                |  |  |                           |  |
|                                 |   | …                    | …                          |  |  |       |  |  |                                |  |  |                           |  |
|                                 |   | …                    | …                          |  |  |       |  |  |                                |  |  |                           |  |
| Liutgarda di Henneberg          |   | …                    |                            |  |  |       |  |  |                                |  |  |                           |  |
|                                 |   | …                    | …                          |  |  |       |  |  |                                |  |  |                           |  |
|                                 |   | …                    | …                          |  |  |       |  |  |                                |  |  |                           |  |
|                                 |   | …                    | …                          |  |  |       |  |  |                                |  |  |                           |  |
| …                               |   | …                    |                            |  |  |       |  |  |                                |  |  |                           |  |
|                                 |   | …                    | …                          |  |  |       |  |  |                                |  |  |                           |  |
|                                 |   | …                    | …                          |  |  |       |  |  |                                |  |  |                           |  |
|                                 |   | …                    | …                          |  |  |       |  |  |                                |  |  |                           |  |
|                                 |   | …                    |                            |  |  |       |  |  |                                |  |  |                           |  |